# Hypsiprymnodontidae
Hypsiprymnodontidae é uma família de marsupiais, com apenas um gênero e espécie vivente.